# 塞里约斯河

龐塞自治市的水系图，其中粉色的为龐塞城区

塞里约斯河（西班牙語：Río Cerrillos）是美国属土波多黎各龐塞自治市的一条河流，平均流量为24000立方米每秒是龐塞自治市流量第二的河流，仅次于哈卡瓜斯河。